# Lèmur mostela anellat
El lèmur mostela anellat (Lepilemur milanoii) és una espècie de lèmur mostela. Com tots els lèmurs, és endèmic de Madagascar. És un lèmur mostela relativament petit, amb una llargada d'uns 49-56 cm, dels quals 24-27 cm pertanyen a la cua. Viu en boscos caducifolis, de galeria i semiperennes del nord de Madagascar.